# Compsospiza
Compsospiza es un género obsoleto de aves paseriformes perteneciente a la familia Thraupidae que agrupaba a dos especies nativas de regiones andinas del centro oeste América del Sur. Las especies fueron transferidas para el género Poospiza en el año 2016.

## Características
Las dos monteritas de este género exhiben un patrón simple; son de tamaño mediano, midiendo alrededor de 18 cm de longitud. Son montanas en los Andes bolivianos y argentinos arriba de los 2000 m s. n. m. Recuerdan a las otras monteritas del género Poospiza que son menores; pero son notablemente menos activas y mucho menos vocales.

## Especies transferidas
- Compsospiza garleppi Berlepsch, 1893 - monterita de Cochabamba;
- Compsospiza baeri (Oustalet, 1904) - monterita de Tucumán.

### Taxonomía
Las especies Compsospiza garleppi y Compsospiza baeri estuvieron incluidas en el género Poospiza a partir de los años 1970, sin embargo, muchos autores no aceptaron esta inclusión y continuaron a colocarlas en el presente género. En 2008, el Comité de Clasificación de Sudamérica (SACC) aprobó la Propuesta N° 366 rehabilitando el género  Compsospiza para estas dos especies.
En los años 2010, publicaciones de filogenias completas de grandes conjuntos de especies de la familia Thraupidae basadas en muestreos genéticos, demostraron que las dos especies eran hermanas y parientes próximas de las entonces denominadas Hemispingus goeringi y Hemispingus rufosuperciliaris, y que el clado formado por ellas era próximo a  Poospiza rubecula y Poospiza hispaniolensis. Burns et al. (2014) propusieron retener el género Compsospiza y definir nuevos géneros para rubecula e hispaniolensis. Posteriormente, Burns et al. (2016) recomendaron transferir las cuatro especies para el género Poospiza redefinido. En la Propuesta N° 730 Parte 08 al SACC se aprobó esta modificación taxonómica. De esta forma, el presente género se volvió un sinónimo de Poospiza.